# (3787) Aivazovskij
(3787) Aivazovskij ist ein Asteroid des Hauptgürtels, der am 11. September 1977 vom russischen Astronomen Nikolai Stepanowitsch Tschernych am Krim-Observatorium in Nautschnyj (IAU-Code 095) entdeckt wurde.
Der Asteroid wurde nach dem russischen Marinemaler Iwan Konstantinowitsch Aiwasowski (1817–1900) benannt.